# Hynobius abei
La salamandra oriental de Sato (Hynobius abei) es una especie de anfibio caudado de la familia Hynobiidae. Es endémica del Japón. Su hábitat natural son los bosques templados y los ríos y marismas.